# Puente del Emperador Augusto
El puente del Emperador Augusto (en honor de Augusto, primer emperador de Roma y fundador de Caesar Augusta, actual Zaragoza) o más popularmente puente de los Gitanos es un puente sobre el río Huerva en Zaragoza. Comunica las calles de San Juan de la Cruz y de Juan Pablo Bonet, dándoles continuidad sobre el río. Hecho de piedra de Calatorao, fue inaugurado el 1 de septiembre de 1933.
Se trata de una zona, como en general la ribera del Huerva, tradicionalmente descuidada y degradada, que se trató de recuperar para la Exposición Internacional 2008, aunque, a juicio de algunas asociaciones vecinales sin éxito.